# Resolutie 1829 Veiligheidsraad Verenigde Naties
Resolutie 1829 van de Veiligheidsraad van de Verenigde Naties werd unaniem door de VN-Veiligheidsraad aangenomen op 4 augustus 2008.

## Achtergrond
In Sierra Leone waren al jarenlang etnische spanningen tussen verschillende bevolkingsgroepen. In 1978 werd het een eenpartijstaat met een regering die gekenmerkt werd door corruptie en wanbeheer van onder meer de belangrijke diamantmijnen. Intussen was in buurland Liberia al een bloedige burgeroorlog aan de gang, en in 1991 braken ook in Sierra Leone vijandelijkheden uit. In de volgende jaren kwamen twee junta's aan de macht, waarvan vooral de laatste een schrikbewind voerde. Zij werden eind 1998 met behulp van buitenlandse troepen verjaagd, maar begonnen begin 1999 een bloedige terreurcampagne. Pas in 2002 legden ze de wapens neer.

## Inhoud

### Waarnemingen
In juli 2008 waren in Sierra Leone vreedzaam verlopen lokale verkiezingen gehouden. VN-steun aan de vrede en veiligheid op lange termijn bleef echter nodig.

### Handelingen
De secretaris-generaal werd gevraagd het Geïntegreerde VN-Vredeskantoor in Sierra Leone "UNIPSIL" op te richten voor een periode van 12 maanden (deze verving het UNIOSIL-kantoor). Dit kantoor moest:
a. Politieke steun verlenen aan de blootlegging van potentiële conflicten,
b. Toezien op de mensenrechten, democratie en ordehandhaving,
c. Meewerken aan goed bestuur, met speciale aandacht voor corruptiebestrijding,
d. Decentralisatie ondersteunen,
e. De vredescommissie ondersteunen.

## Verwante resoluties
- Resolutie 1734 Veiligheidsraad Verenigde Naties (2006)
- Resolutie 1793 Veiligheidsraad Verenigde Naties (2007)
- Resolutie 1886 Veiligheidsraad Verenigde Naties (2009)
- Resolutie 1940 Veiligheidsraad Verenigde Naties (2010)

Lijst ·  1795 ·  1796 ·  1797 ·  1798 ·  1799 ·  1800 ·  1801 ·  1802 ·  1803 ·  1804 ·  1805 ·  1806 ·  1807 ·  1808 ·  1809 ·  1810 ·  1811 ·  1812 ·  1813 ·  1814 ·  1815 ·  1816 ·  1817 ·  1818 ·  1819 ·  1820 ·  1821 ·  1822 ·  1823 ·  1824 ·  1825 ·  1826 ·  1827 ·  1828 ·  1829 ·  1830 ·  1831 ·  1832 ·  1833 ·  1834 ·  1835 ·  1836 ·  1837 ·  1838 ·  1839 ·  1840 ·  1841 ·  1842 ·  1843 ·  1844 ·  1845 ·  1846 ·  1847 ·  1848 ·  1849 ·  1850 ·  1851 ·  1852 ·  1853 ·  1854 ·  1855 ·  1856 ·  1857 ·  1858 ·  1859